# ادیسون میراندا
ادیسون میراندا (اسپانیایی: Edison Miranda‎؛ زادهٔ ۷ ژانویهٔ ۱۹۸۱) بوکسور اهل کلمبیا است.